# Stenen Brug (Roermond)
De Stenen Brug of  Maria Theresiabrug is een brug in het centrum van de stad Roermond. De brug telt vier bogen en is alleen toegankelijk voor voetgangers en fietsers.

## Geschiedenis
In 1348 wordt voor het eerst een brug over de Roer op deze plaats vermeld. Nadere gegevens over deze brug ontbreken. In 1653 zou zich hier een brug van Naamse steen hebben bevonden. In 1726 echter liet de stad Roermond twee steenovens aanleggen voor de bouw van een stenen brug. In 1755 werd deze brug geïnspecteerd door de Maastrichtse stadsbouwmeester Tilman Keerens. Toen bleek de bestrating boven de tweede boog als men de stad inkomt was verzakt. In januari 1764 was de staat van de brug zo slecht dat besloten werd hem compleet te herbouwen. De nieuwe brug werd opgetrokken uit Naamse steen. De eerstesteenlegging vond plaats op 17 juni 1771. De eerste steen met de inscriptie "Neoconditus" (herbouwd) was volgens de Kroniek van Roermond 11 bij 11 duim en was aangebracht in het midden van de laatste pijler aan de overkant. Maria Theresia heeft de brug aan de stad geschonken. De nieuwe brug is voorzien van ijsbrekers en omdat er in 1771 nog sprake was van scheepvaart in de Roer zijn de middelste bogen hoger dan de buitenste.
Tijdens de Tweede Wereldoorlog raakte de brug zwaar beschadigd. Pas in 1955 was hij weer hersteld en werd de tijdelijke baileybrug opgeruimd. Sinds het midden van de 20e eeuw wordt ieder jaar op vastenavond vanaf de Stenen Brug een levensgrote pop van de Griekse god Bacchus in de Roer geworpen. Dit wordt in het Limburgs het Bacchusdrieve genoemd.